# Juli II
Giuliano della Rovere (Albisola Superiore, 5 de desembre de 1443 – Roma, 21 de febrer de 1513) va ser cap de l'Església Catòlica i governant dels Estats Pontificis des de 1503 fins a la seva mort el 1513 sota el nom de Juli II - Papa Giulio II (italià), Iulius II (llatí). Rebent els sobrenoms de el Papa guerrer o el Temible Papa, va triar el seu nom papal no en honor del papa Juli I, sinó en imitació de Juli Cèsar. Un dels papes més poderosos i influents, Juli II va ser una figura central de l'Alt Renaixement i va deixar un important llegat cultural i polític. Com a resultat de les seves polítiques durant les guerres italianes, els Estats Pontificis van romandre independents i centralitzats, i l'oficina del papat va continuar sent crucial, diplomàticament i políticament, durant la totalitat del segle xvi a Itàlia i Europa.
El 1506, Juli II va establir els Museus Vaticans i va iniciar la reconstrucció de la basílica de Sant Pere. El mateix any va organitzar els famosos guàrdies suïssos per a la seva protecció personal i va dirigir una reeixida campanya a Romagna contra els senyors locals. Els interessos de Juli II es trobaven també en el Nou Món en ratificar el Tractat de Tordesillas, establint els primers bisbats a les Amèriques i començant la catolicització d'Amèrica Llatina. El 1508 va encarregar les pintures de les estances vaticanes a Rafael Sanzio i de la Capella Sixtina a Michelangelo.
Juli II va ser descrit per Maquiavel en les seves obres com un príncep ideal. El papa Juli II va permetre a les persones que buscaven indulgències donar diners a l’Església que es destinarien a la construcció de la basílica de Sant Pere. En el seu L'exclusió de Juli del Cel, l'estudiós Erasme de Rotterdam va descriure un papa Juli II en la vida del més enllà planejant assaltar el cel quan se li nega l'entrada.

## Visió general de les polítiques italianes del seu regnat

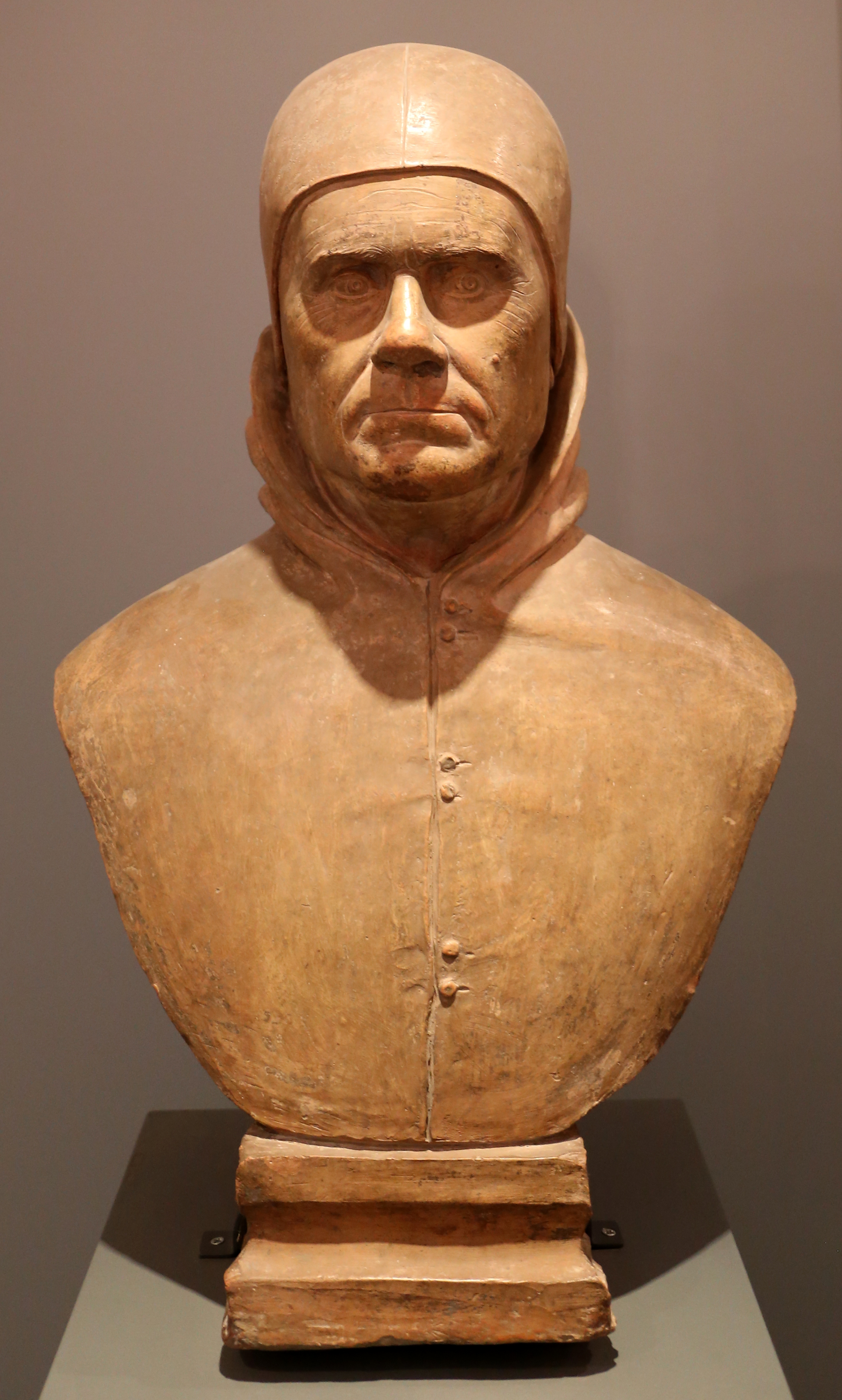
Bust de Juli II

Juli II es va convertir en papa en el context de les guerres italianes, un període en què les principals potències europees van lluitar per la primacia a la península italiana. Lluís XII de França controlava el ducat de Milà, anteriorment ocupat pels Sforza, i la influència francesa havia substituït la dels Mèdici a la República de Florència. El Regne de Nàpols estava sota domini català, i la família Borja de València era una facció política important als Estats Pontificis després del regnat d'Alexandre VI. L'arxiduc d'Àustria Maximilià I va ser hostil a França i Venècia, i va desitjar baixar a Itàlia per obtenir la coronació papal com a emperador del Sacre Imperi Romanogermànic . La capitulació del conclave anterior a la seva elecció va incloure diversos termes, com ara l'obertura d'un concili ecumènic i l'organització d'una croada contra els turcs otomans. Un cop coronat, Juli II va proclamar el seu objectiu de centralitzar els Estats Pontificis (en gran part un mosaic de comunes i signories) i "alliberar Itàlia dels bàrbars".
En els seus primers anys com a papa, Juli II va apartar els Borja del poder i els va exiliar a València. Cèsar Borgia, duc de Romagna, va compartir la mateixa sort i va perdre les seves possessions.

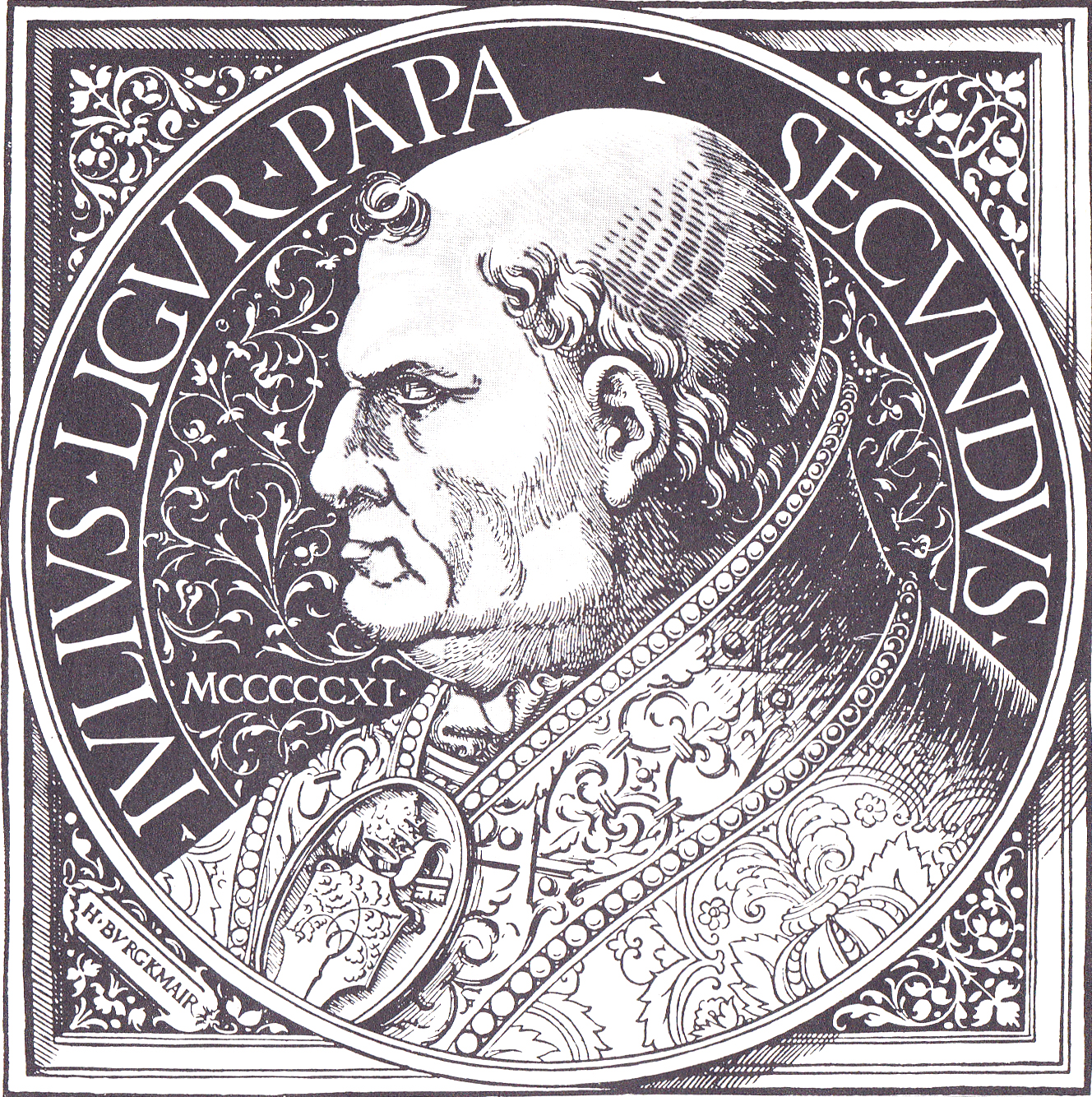
Xilografia de Hans Burgkmair

Es va unir a una lliga anti-veneciana formada a Cambrai entre França, Aragó i Àustria, amb l'objectiu de capturar la costa de Romagna de la República Veneciana. Un cop assolit aquest objectiu, va formar una "Lliga Santa" antifrancesa amb Venècia després de la derrota d'aquesta a la batalla d'Agnadello. El seu principal objectiu era ara de nou "expulsar els bàrbars" (Fuori i Barbari!). Juli II va portar al catòlic Ferran II d'Aragó a l'aliança, declarant Nàpols feu papal i prometent una investidura formal.Després d'haver declarat anteriorment que les eleccions imperials eren suficients perquè Maximilià es designés com a emperador del Sacre Imperi Romanogermànic, més tard va obtenir el suport dels Habsburg també contra França. Juli II va dirigir personalment les forces armades papals en el victoriós setge de Mirandola i, malgrat les derrotes posteriors i les grans pèrdues a la batalla de Ravenna, finalment va obligar les tropes franceses de Lluís XII a retirar-se darrere dels Alps després de l'arribada de mercenaris suïssos del Sacre Imperi Romanogermànic.
Al Congrés de Màntua del 1512, Juli II va ordenar la restauració del poder de les famílies italianes en el buit del domini francès: els suïssos imperials dirigits per Massimiliano Sforza van restablir el domini dels Sforza a Milà i un exèrcit espanyol dirigit per Giovanni de Medici va restaurar el domini dels Medici. a Florència. El Regne de Nàpols va ser reconegut com un feu papal. Els venecians van recuperar els seus territoris perduts contra França i els Estats Pontificis es van annexionar Parma i Mòdena. El moviment conciliarista promogut per monarques estrangers va ser esclafat i Juli II va afirmar l'ultramontanisme al V Concili del Laterà. Això es presenta sovint a la historiografia tradicional com el moment en què la Itàlia renaixentista es va apropar a la unificació després del final de la Lliga Itàlica del segle xv. Tanmateix, Juli II estava molt lluny de la possibilitat de formar un únic regne italià, si aquest era el seu objectiu, ja que els exèrcits estrangers participaven en gran manera en les seves guerres i els francesos preparaven noves campanyes contra els suïssos per Milà. Nàpols, encara que es reconegués com un feu papal, encara estava sota la corona aragonesa i, de fet, Juli II planejava acabar amb la presència espanyola al sud. No obstant això, al final del seu pontificat, es va assolir l'objectiu papal de convertir l'Església en la principal força de les guerres italianes. Al Carnaval romà del 1513, Juli II es va presentar com el "alliberador d'Itàlia".
Julius va planejar demanar una croada contra l'Imperi Otomà per recuperar Constantinoble, però va morir abans de fer anuncis oficials. El seu successor, el papa Lleó X, juntament amb l'emperador Maximilià, restabliria l'Statu quo ante bellum a Itàlia ratificant els tractats de Brussel·les i Noyon el 1516; França va recuperar el control de Milà després de la victòria de Francesc I a la batalla de Marignano, i Aragó va ser reconeguda com a governant directa de Nàpols.

## Primers anys
Giuliano della Rovere Albisola va néixer a prop de Savona, a la República de Gènova. Era de la casa della Rovere, una família noble però empobrida, fill de Raffaelo della Rovere i de Theodora Manerola, una dama d' ascendència grega. Va tenir tres germans: Bartolomeo, un frare franciscà que va passar a ser bisbe de Ferrara (1474–1494); Leonardo; i Giovanni, prefecte de la ciutat de Roma (1475-1501) i príncep de Sorea i Senigallia. També tenia una germana, Lucina (després mare del cardenal Sisto Gara della Rovere). Giuliano va ser educat pel seu oncle, el P. Francesco della Rovere, OFM, entre els franciscans, que el va portar sota el seu càrrec especial. Més tard fou enviat per aquest mateix oncle (que en aquell moment s'havia convertit en ministre general dels franciscans (1464–1469)) al convent franciscà de Perusa, on podia estudiar ciències a la Universitat.
Della Rovere, de jove, mostrava trets de ser aspre, groller i amb un mal llenguatge. A finals de la dècada de 1490, va conèixer més de prop el cardenal de 'Medici i el seu cosí Giulio de' Medici, que tots dos esdevindrien després papa (és a dir, Lleó X i Climent VII, respectivament). Les dues dinasties es van convertir en aliats incòmodes en el context de la política papal. Ambdues cases desitjaven posar fi a l'ocupació de les terres italianes pels exèrcits de França. Semblava menys entusiasmat per la teologia; més aviat, argumenta Paul Strathern, els seus herois imaginats eren caps militars com Frederic Colonna.

## Cardenalat

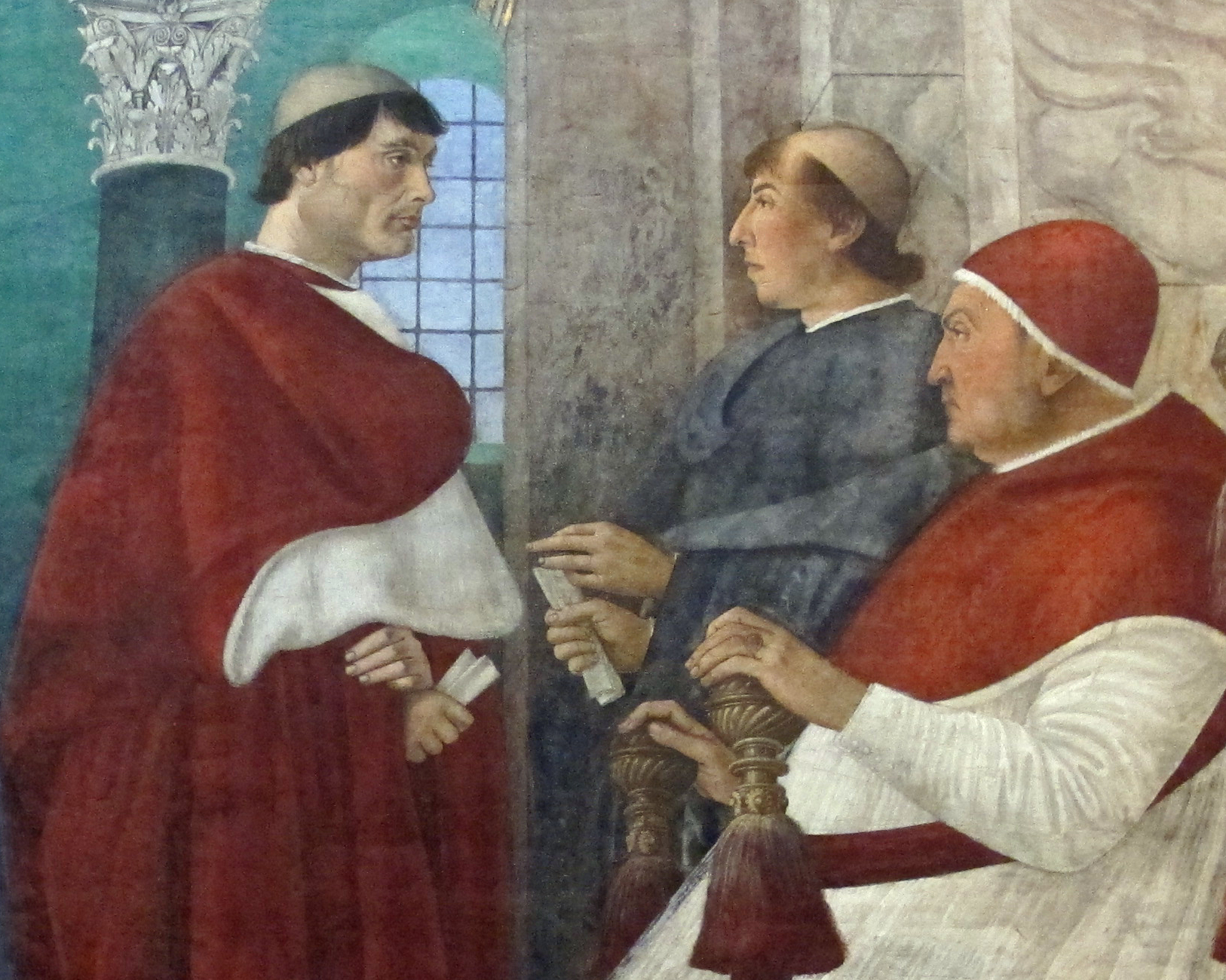
Giulliano Giulliano della Rovere, com a cardenal (esquerra), amb el seu oncle i patró Francesco della Rovere, el papa Sixt IV (dreta)

Després que el seu oncle fos elegit papa Sixt IV el 10 d'agost de 1471, Giuliano va ser nomenat bisbe de Carpentras al Comtat Venaissí el 16 d'octubre de 1471. En un acte de manifest nepotisme va ser immediatament elevat al cardenalat el 16 de desembre de 1471, i li va assignar la mateixa església titular que la que tenia anteriorment el seu oncle, San Pietro in Vincoli. Culpable de simonia i pluralisme en sèrie, va ocupar diversos càrrecs alhora: a més de l'arquebisbat d'Avinyó va ocupar no menys de vuit bisbats, inclosa Lausana de 1472 i Coutances (1476–1477).
Entre 1472 i 1483 va ser abat del monestir de Montserrat
El 1474 Giuliano va dirigir un exèrcit a Todi, Spoleto i Città di Castello com a legat papal. Va tornar a Roma al maig en companyia del duc Federigo d'Urbino, que va prometre a la seva filla en matrimoni amb el germà de Giuliano, Giovanni, que posteriorment va ser nomenat senyor de Senigallia i de Mondovì. El 22 de desembre de 1475, el papa Sixte IV va crear la nova arxidiòcesi d'Avinyó, assignant-li com a diòcesis sufraganes les seus de Vaison, Cavaillon i Carpentras. Va nomenar Giuliano com a primer arquebisbe. Giuliano va mantenir l'arxidiòcesi fins a la seva posterior elecció al papat. El 1476 es va afegir l'oficina de Legat i va marxar de Roma cap a França al febrer. El 22 d'agost de 1476 fundà el Collegium de Ruvere a Avinyó. Va tornar a Roma el 4 d'octubre de.
El 1479, el cardenal Giuliano va complir el seu mandat d'un any com a camarlenc del Col·legi de Cardenals. En aquest càrrec era el responsable de cobrar tots els ingressos deguts als cardenals com a grup (des de visites ad limina, per exemple) i del desemborsament adequat de les accions adequades als cardenals que estaven en servei a la cúria romana.
Giuliano va ser nomenat novament Legat Papal a França el 28 d'abril de 1480 i va deixar Roma el 9 de juny. Com a legat, la seva missió era triple: fer la pau entre el rei Lluís XI i l'emperador Maximilià d'Àustria; recaptar fons per a una guerra contra els turcs otomans; i negociar l'alliberament del cardenal Jean Balue i del bisbe Guillaume d'Harancourt (als que Lluís havia fet empresonar onze anys acusats de traïció). Va arribar a París al setembre i, finalment, el 20 de desembre de 1480, Lluís va donar l'ordre de lliurar Balue a l'arxipreste de Loudun, que el Legat havia rebut l'encàrrec de rebre'l en nom del Papa. Va tornar a Roma el 3 de febrer de 1482. Poc després es va rebre la suma de 300.000 escuts d'or dels francesos en una subvenció de la guerra.
El 31 de gener de 1483, el cardenal della Rovere va ser promogut a bisbe suburbà d'Ostia, en successió del cardenal Guillaume d'Estouteville, que havia mort el 22 de gener. El privilegi del bisbe d'Ostia tenia com a privilegi consagrar bisbe a un papa elegit, si encara no ho era. Això va ocórrer realment en el cas de Pius III (Francesco Todeschini-Piccolomini), que va ser ordenat  sacerdot el 30 de setembre de 1503 i consagrat bisbe l'1 d'octubre de 1503 pel cardenal Giuliano della Rovere.
En aquesta època, el 1483, va néixer una filla il·legítima, Felice della Rovere.
El 3 de novembre de 1483, el cardenal della Rovere va ser nomenat bisbe de Bolonya i legat papal, succeint al cardenal Francesco Gonzaga, que havia mort el 21 d'octubre. Va mantenir la diòcesi fins al 1502. El 28 de desembre de 1484, Giuliano va participar en la investidura del seu germà Giovanni com a capità general dels exèrcits papals pel papa Innocenci VIII.
El 1484 Giuliano vivia al nou palau que havia construït al costat de la basílica dels Dotze Apòstols, que també havia restaurat. El papa Sixt IV va fer una visita formal a l'edifici recentment restaurat l'1 de maig de 1482, i pot ser que Giuliano ja estigués en residència llavors.

### Conclaves
El cardenal Giuliano Della Rovere participà a quatre conclaves:
- conclave de 1484, que elegí el papa Innocenci VIII
- conclave de 1492, que elegí el papa Alexandre VI
- conclave de setembre de 1503, que elegí el papa Pius III
- conclave d'octubre de 1503, en el qual fou elegit papa

### Guerra amb Nàpols
Sixt IV va morir el 12 d'agost de 1484 i va ser succeït per Innocenci VIII. Després de completar les cerimònies de l'elecció del papa Innocenci, els cardenals van ser acomiadats a casa seva, però el cardenal della Rovere va acompanyar el nou papa al Palau del Vaticà i va ser l'únic que va romandre amb ell. Ludwig Pastor cita l'ambaixador florentí com a comentari: "[El papa Innocenci] dona la impressió d'un home que es guia més pels consells dels altres que per les seves pròpies llums". L'ambaixador de Ferrara va afirmar: "Tot i que amb el seu oncle [Della Rovere] no va tenir la més mínima influència, ara obté tot el que vulgui del nou Papa". Della Rovere va ser un dels cinc cardenals designats pel comitè per fer els arranjaments per a la coronació.
El 1485 el papa Innocenci i el cardenal della Rovere (com a nou conseller principal del papa) van decidir involucrar-se en els assumptes polítics del Regne de Nàpols, en el que es va anomenar la Conspiració dels barons. El diumenge de Rams, 20 de març, el cardenal della Rovere, ocultant les seves activitats al seu principal rival, el cardenal Roderic Borgia (més tard papa Alexandre VI), va sortir de Roma i va prendre vaixell a Òstia, amb la intenció de dirigir-se a Gènova i Avinyó cap a es preparen per fer la guerra entre l'Església i el rei de Nàpols, Ferran I (Ferrante). El 28 de juny, el Papa va tornar a Nàpols el regal simbòlic d'un palafrè que simbolitzava la submissió del rei de Nàpols i exigia la submissió feudal plena del Regne de Nàpols a l'Església romana segons la llarga tradició. En un segon intent d'enderrocar la monarquia catalana, el príncep de Salern Antonello II di Sanseverino, per consell d'Antonello Petrucci i Francesco Coppola, va reunir diverses famílies feudals pertanyents a la facció Güelfa i donant suport a la reivindicació dels angevins a Nàpols. Antonello de Sanseverino era cunyat del germà del cardenal Giovanni della Rovere, que era noble de Nàpols a causa del seu feu de Sora. Les principals queixes dels barons foren la forta imposició imposada per Ferran per finançar la seva guerra contra els sarraïns, que havien ocupat Bari (Pulla) el 1480; i els esforços vigorosos de Ferrante per centralitzar l'aparell administratiu del regne, allunyant-lo d'un sistema feudal a un sistema burocràtic. Els barons van apoderar-se de L'Aquila i van demanar ajuda al Papa perquè fos el seu senyor feudal. Gènova i Venècia van donar suport al Papat, mentre que Florència i Milà van optar per Nàpols. A Roma, els Orsini van aliar-se amb el fill de Ferrante, Alfons i, per tant, els Colonna van donar suport al Papa en els combats de carrer que es van produir. Ferrante va reaccionar apoderant-se dels feus dels barons i, quan les dues parts es van reunir per negociar un acord, Ferrante els va fer detenir i finalment executar. El prestigi de la família della Rovere va quedar greument malmès i, en un intent d'exculpar-se, el papa Innocenci va començar a retirar-li el suport. La pau es va restablir el 1487, però el papat d'Inocenci VIII va quedar desacreditat.

### Ambaixador pontifici

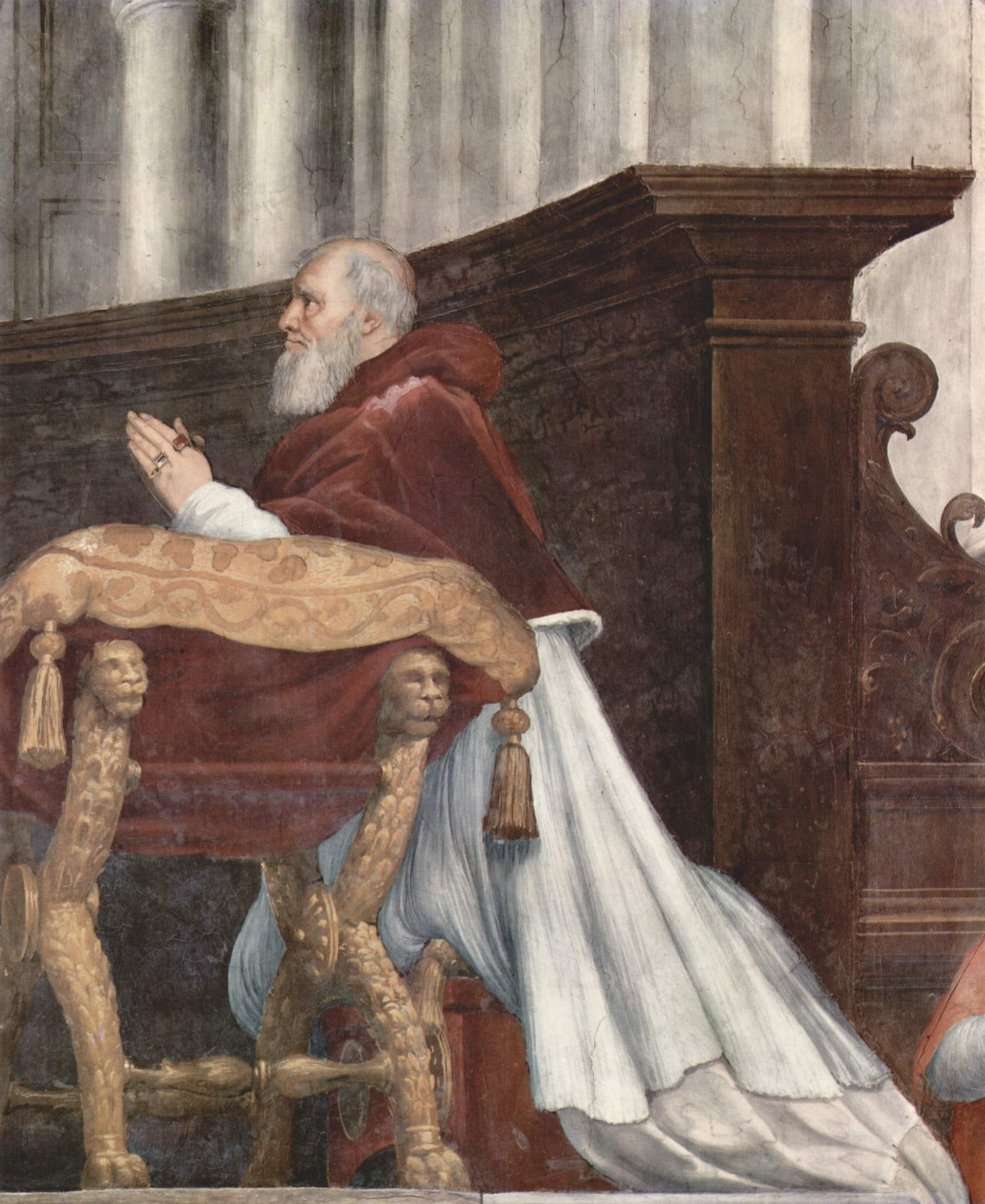
Juli a La missa de Bolsena de Rafael

El 23 de març de 1486, el papa va enviar a Giuliano com a legat papal a la cort del rei Carles VIII de França per demanar ajuda. Un seguici francès va arribar a Roma el 31 de maig, però immediatament es van trencar les relacions amb el cardenal espanyolista Rodrigo. Però l'exèrcit de Ferrante va decidir la humiliació del papa, Innocenci es va fer enrere i el 10 d'agost va signar un tractat. Innocenci va buscar nous aliats i es va establir a la República de Florència.
El 2 de març de 1487, Giuliano va ser nomenat legat a la Marca d'Ancona i a la República de Venècia. Va fomentar el comerç amb la considerable comunitat turca en aquests ports. Però van arribar informes urgents del rei d'Hongria que el sultà otomà amenaçava Itàlia. Va tornar el 8 d'abril de 1488 i va tornar a establir la seva residència al Palazzo Colonna, al costat de la basílica dels XII Apòstols.

### Conclave de 1492
Al conclave de 1492, després de la mort d'Inocenci VIII, el cardenal della Rovere va ser recolzat per l'elecció tant pel rei Carles VIII de França com per l'enemic de Carles, el rei Ferrante de Nàpols. Es va informar que França havia dipositat 200.000 ducats en un compte bancari per promoure la candidatura della della Rovere, mentre que la República de Gènova havia dipositat 100.000 ducats al mateix fi. Della Rovere, però, tenia enemics, tant per la influència que havia exercit sobre el papa Sixt IV com per les seves simpaties franceses. Entre els seus rivals hi havia els cardenals Ardicio della Porta i Ascanio Sforza, ambdós patrocinats pels milanesos. Kellogg, Baynes i Smith, continuen, però, una "rivalitat" havia anat creixent gradualment entre [della Rovere] i [l'aleshores cardenal] Roderic Borgia, i en morir Innocenci VIII el 1492 Borgia mitjançant un acord secret i una simonia amb Ascanio Sforza va aconseguir ser elegit per una àmplia majoria, amb el nom de papa Alexandre VI". Della Rovere, gelós i enfadat, odiava Borgia per haver estat elegit en comptes d'ell.
El 31 d'agost de 1492, el nou papa, Alexandre VI, va celebrar un consistori en el qual va nomenar sis legats cardenals, un dels quals era Giuliano della Rovere, que va ser nomenat llegat a Avinyó. El cardenal Giuliano estava cada vegada més alarmat per la poderosa posició assumida pel cardenal Ascanio Sforza i la facció milanesa a la cort d'Alexandre VI, i després del dia de Nadal del desembre de 1492 va optar per retirar-se a la seva fortalesa a la ciutat i la diòcesi d'Ostia, a la desembocadura del riu Tíber. Aquell mateix mes, Federico d'Altamura, el segon fill del rei Ferdinando (Ferrante) de Nàpols, era a Roma per homenatjar el nou papa i va informar al seu pare que Alexandre i el cardenal Sforza treballaven per establir noves aliances, la qual cosa trastocaria els arranjaments de seguretat de Ferrante. Ferrante, per tant, va decidir utilitzar Della Rovere com a centre d'un partit anti-Sforza a la cort papal, una perspectiva facilitada ja que Ferrante havia reparat prudentment les seves relacions amb el cardenal Giuliano després de la guerra dels barons. També va advertir al rei Ferran i a la reina Isabel de Castella que Alexandre estava intrigant amb els francesos, cosa que va portar la visita immediata d'un ambaixador espanyol al Papa. Al juny Federico d'Altamura tornava a Roma i va mantenir converses amb Della Rovere, assegurant-li la protecció napolitana.

### Carles VIII i la guerra de França contra Nàpols
Della Rovere va decidir de seguida refugiar-se de la ira de Borgia a Òstia. El 23 d'abril de 1494, el cardenal va prendre el vaixell, després d'haver posat la seva fortalesa d'Òstia en mans del seu germà Giovanni della Rovere, i va viatjar a Gènova i després a Avinyó. Va ser convocat pel rei Carles VIII a Lió, on els dos es van reunir l'1 de juny de 1494. Es va unir a Carles VIII de França que es va comprometre a recuperar Itàlia dels Borja per la força militar. El rei va entrar a Roma amb el seu exèrcit el 31 de desembre de 1495, amb Giuliano della Rovere a un costat i el cardenal Ascanio Sforza a l'altre. El rei va fer diverses demandes al papa Alexandre, una de les quals era que el castell de Sant Angelo fos lliurat a les forces franceses. Aquest papa Alexandre es va negar a fer-ho, afirmant que el cardenal della Rovere l'ocuparia i es convertiria en senyor de Roma. Carles aviat va conquerir Nàpols, fent la seva entrada triomfal el 22 de febrer de 1495, però es va veure obligat a treure la major part del seu exèrcit. Quan tornava al nord, el seu exèrcit va ser derrotat en la batalla de Foronovo el 5 de juliol de 1495 i la seva aventura italiana va acabar. Les darreres restes de la invasió francesa havien desaparegut el novembre de 1496. Òstia, però, va romandre en mans franceses fins al març de 1497, dificultant el subministrament de la ciutat de Roma.
De tornada a Lió el 1496, Carles VIII i Giuliano della Rovere planejaven una altra guerra. Giuliano viatjava d'anada i tornada de Lió a Avinyó, allistant tropes. A més, es va informar a França el juny de 1496 que el rei Carles tenia intenció de tenir unes eleccions papals a França i que el cardenal della Rovere fos elegit papa.
El març de 1497 el papa Alexandre va privar el cardenal della Rovere dels seus beneficis com a enemic de la Seu Apostòlica i Giovanni della Rovere de la prefectura de Roma. La seva acció contra el cardenal es va fer no només sense el consentiment dels cardenals al consistori, sinó de fet per les seves vigoroses objeccions. Al juny, però, el Papa estava en negociacions amb el cardenal per a la reconciliació i el retorn a Roma. Els seus beneficis li van ser restituïts després d'una aparent reconciliació amb el Papa l'agost de 1498.

### Lluís XII i la seva guerra italiana
El rei Carles VIII de França, l'últim de la branca major de la casa de Valois, va morir el 7 d'abril de 1498 després de colpejar accidentalment el cap a la llinda d'una porta del castell d'Amboise. Quan Cèsar Borgia va passar pel sud de França a l'octubre de 1498 en el camí per trobar-se amb el rei Lluís XII per a la seva investidura com a duc de Valentinois, es va aturar a Avinyó i va ser entretingut magníficament pel cardenal della Rovere. Després es van traslladar a conèixer el rei a Chinon, on Cesare Borgia va complir un dels termes del tractat entre Lluís i Alexandre produint el barret vermell d'un cardenal, que havia estat promès per a l'arquebisbe de Rouen, Georges d'Amboise. Va ser el cardenal della Rovere, el llegat papal, qui va col·locar el barret al cap d'Amboise.

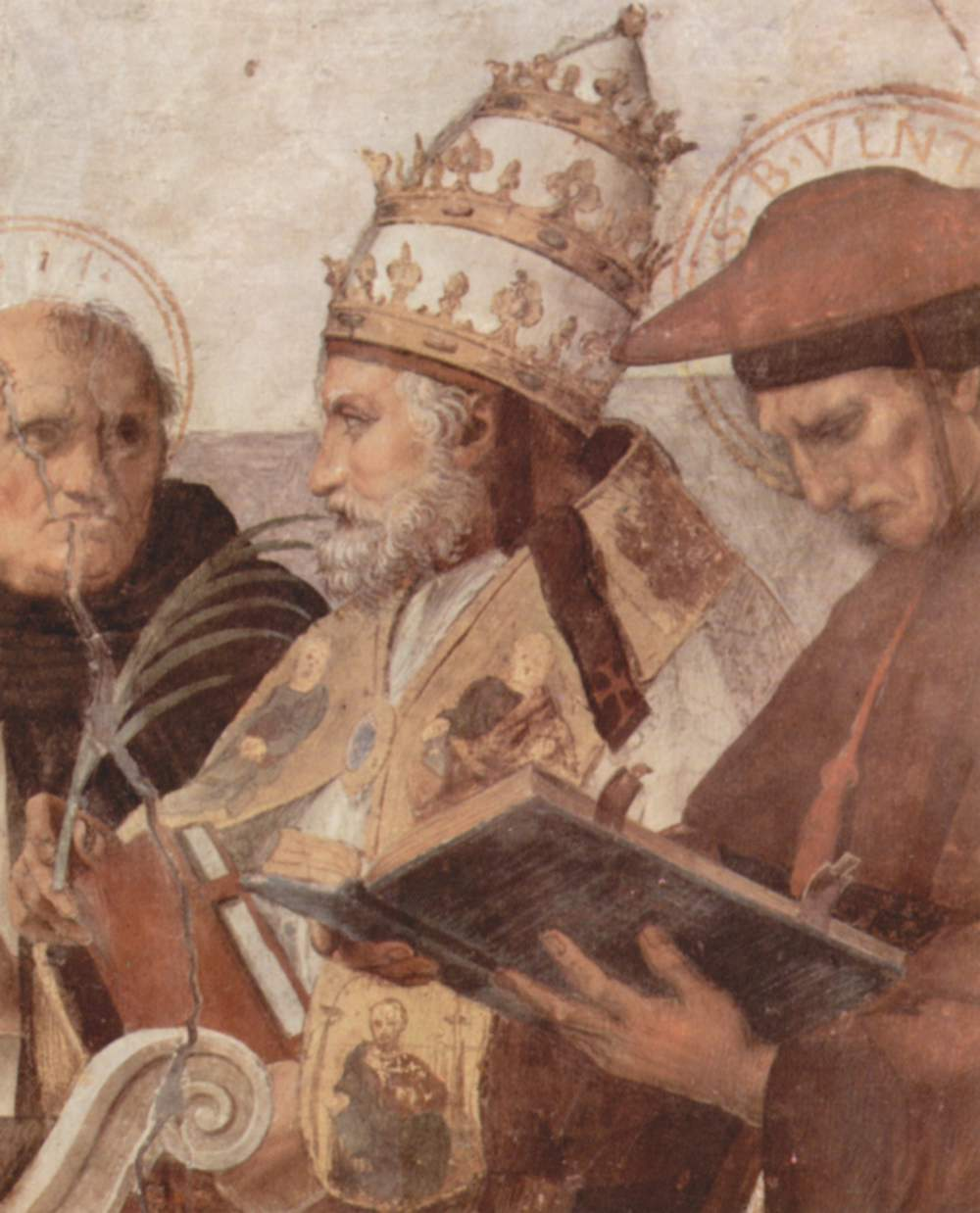
Juli II com a Gregori Magne a La disputa del Santíssim Sagrament de Rafael

Lluís volia l'anul·lació del seu matrimoni amb la reina Joana per poder casar-se amb Anna de Bretanya, amb l'esperança d'annexionar-se el ducat de Bretanya; Alexandre, al seu torn, volia una princesa francesa com a esposa de Cèsar. Della Rovere, que intentava reparar les seves relacions amb la casa de Borgia, també participava en una altra clàusula del tractat, el matrimoni entre Cèsar Borgia i Carlota, la filla del rei de Nàpols, que havia estat educada a la cort francesa. Della Rovere estava a favor del matrimoni, però, segons el papa Alexandre, el rei Lluís XII no ho estava i, sobretot, Carlota refusava obstinadament el seu consentiment. El pla d'Alexandre d'aconseguir un tron reial per al seu fill va caure i estava molt enfadat. Lluís va oferir a César un altre dels seus parents, la "bella i rica" Charlotte d'Albret, amb qui Cèsar es va casar a Blois el 13 de maig de 1499.
El matrimoni va produir una volta facie completa al papa Alexandre. Es va convertir en un partidari obert dels francesos i de Venècia, i va acceptar el seu objectiu, la destrucció dels Sforza de Milà. El 14 de juliol, el cardenal Ascanio Sforza, enemic jurat della Rovere, va fugir de Roma amb tots els seus béns i amics. Mentrestant, l'exèrcit francès va creuar els Alps i va capturar Alessandria al Piemont. L'1 de setembre de 1499 Ludovic Il Moro va fugir de Milà i el 6 de setembre la ciutat es va rendir als francesos. El cardenal Giuliano era al seguici del rei quan va entrar a Milà el 6 d'octubre.
Llavors, el papa Alexandre va dirigir la seva atenció, estimulat pels venecians, cap a l'amenaça dels turcs osmanli. A la tardor de 1499, va demanar una croada i va demanar ajuda i diners a tota la cristiandat. Els governants d'Europa van prestar poca atenció, però, per mostrar la seva sinceritat, Alexandre va imposar un delme a tots els residents dels Estats Pontificis i un delme al clergat de tot el món. Una llista de cardenals i els seus ingressos, elaborada per a l'ocasió, mostra que el cardenal della Rovere era el segon cardenal més ric, amb uns ingressos anuals de 20.000 ducats.
Una altra ruptura de les relacions entre el papa Alexandre i el cardenal Giuliano es va produir a finals de 1501 o principis de 1502 quan Giuliano va ser transferit del bisbat de Bolonya a la diòcesi de Vercelli.
El 21 de juny de 1502, el papa Alexandre va enviar el seu secretari, Francesco Troche (Trochia), i el cardenal Amanieu d'Albret (cunyat de Cesare Borgia) a Savona per apoderar-se furtivament del cardenal della Rovere i fer-lo tornar a Roma tan ràpidament el més possible i lliurar-lo al Papa. El grup del segrest va tornar a Roma el 12 de juliol, sense haver complert la seva missió. El 20 de juliol de 1502, el cardenal Giovanni Battista Ferrari va morir a les seves habitacions del Palau del Vaticà; havia estat enverinat, i els seus béns van ser reclamats pels Borgia. El 3 de gener de 1503, el cardenal Orsini va ser arrestat i enviat al castell de Sant Angelo; on va morir el 22 de febrer, enverinat per ordre d'Alexandre VI.

## L'elecció papal
Veterà del Sacre Col·legi, della Rovere havia guanyat influència per a l'elecció del papa Pius III amb l'ajut de l'ambaixador florentí a Nàpols, Lorenzo de Medici. Malgrat el tarannà violent della Rovere, aconseguit per una destra diplomàcia, va guanyar el suport de César Borgia, a qui va guanyar per la seva promesa de diners i va continuar donant suport papal a les polítiques dels Borgia a la Romanya. Aquesta elecció, segons el parer de Ludwig von Pastor, es va aconseguir certament mitjançant suborns amb diners, però també amb promeses. "Giuliano, a qui la veu popular semblava indicar com l'únic papa possible, era tan sense escrúpols com qualsevol dels seus col·legues en els mitjans que utilitzava. Quan les promeses i les persuasions no eren vàlides, no va dubtar a recórrer al suborn." De fet, la seva elecció l'1 de novembre de 1503 va durar poques hores i els dos únics vots que no va rebre van ser el seu i el de Georges d'Amboise, el seu oponent més vigorós i el favorit de la monarquia francesa Al final, com en totes les eleccions papals, la votació es feu unànime després que el candidat principal hagués assolit el nombre de vots requerit per a les eleccions.

## Un papa del Renaixement

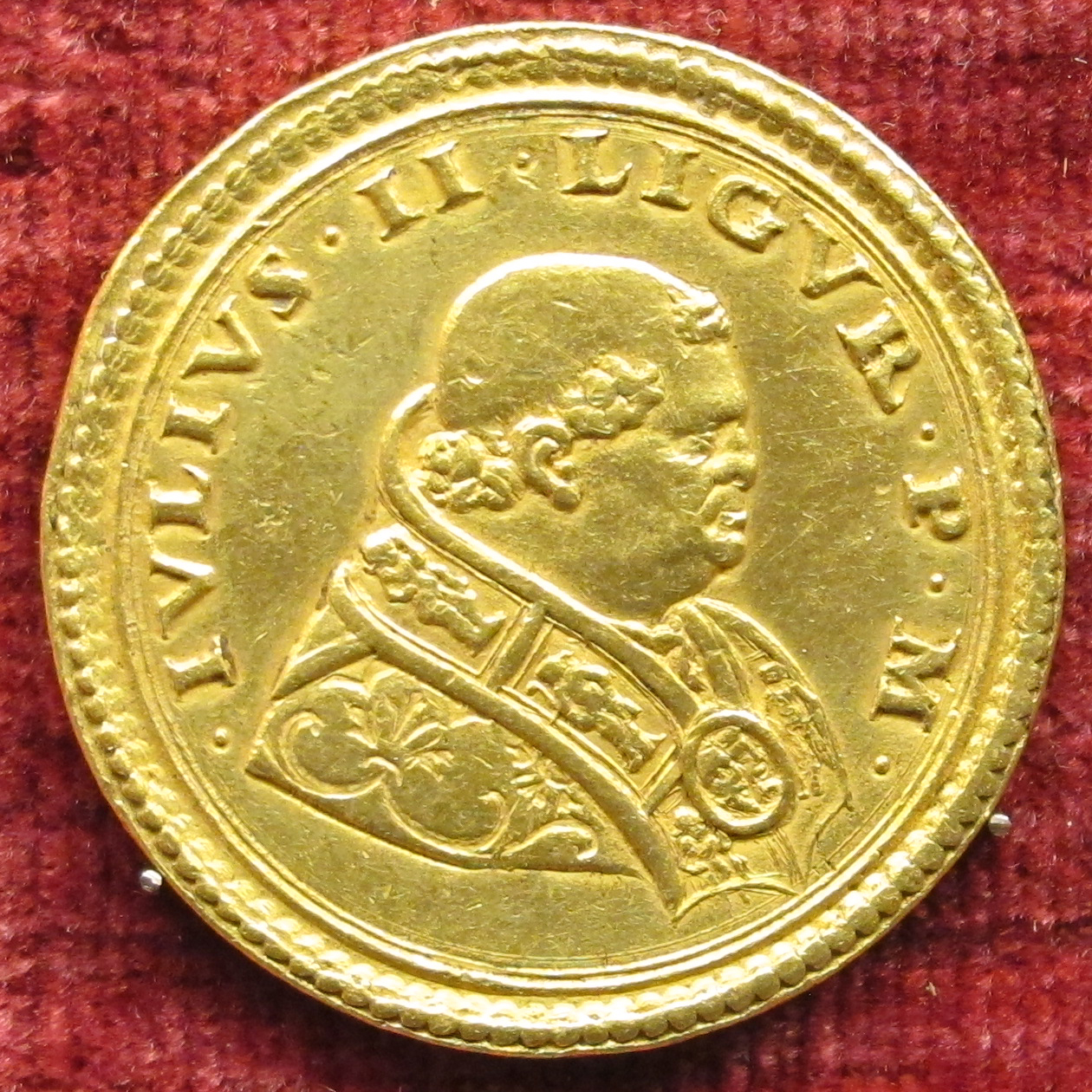
Medalla en or, de Pier Maria Serbaldi da Pescia

Giuliano Della Rovere va agafar el nom del seu predecessor del segle iv, Juli I, i va ser papa durant nou anys, des del 1503 fins al 1513. Des del principi, Juli II es va proposar derrotar les diverses potències que desafiaven la seva autoritat temporal; en una sèrie d'estratagemes complicats, primer va aconseguir fer impossible que els Borgia conservessin el seu poder sobre els Estats Pontificis. De fet, el dia de les seves eleccions, va declarar:
| « | No viuré a les mateixes habitacions que els Borgia. [Alexandre VI] va profanar la Santa Església com ningú abans. Va usurpar el poder papal amb l'ajut del diable, i prohibeixo, sota la pena de l'excomunió, que tothom parli o pensi de nou en Borgia. Cal oblidar el seu nom i la seva memòria. S'ha de ratllar de tots els documents i monuments. El seu regnat s'ha d'esborrar. Totes les pintures fetes amb els Borgia o per a elles han de ser cobertes amb crep negre. Cal obrir totes les tombes dels Borgia i enviar els seus cossos a on pertanyin, a Espanya. | » |

 Altres indiquen que la seva decisió es va prendre el 26 de novembre de 1507, no el 1503. Els apartaments Borgia es van dedicar a altres usos. La Sala Papi va ser redecorat per dos alumnes de Rafael per ordre del Papa Lleó X. Les habitacions es van utilitzar per acollir l'emperador Carles V en la seva visita al Vaticà després del saqueig de Roma (1527) i, posteriorment, es van convertir en la residència del cardenal nebot i després del secretari d'Estat.
Al començament del seu pontificat va haver de posar ordre a les finances de la Santa Seu, arruïnades després de la dècada dels Borja i va aconseguir empresonar Cèsar i annexar-se el ducat de la Romanya, que ell havia conquerit i s'havia annexat a títol personal. Sense Cèsar, les seves possessions a la Romanya van disgregar-se i moltes ciutats van tornar a estar dominades pels seus antics tirans i algunes van caure en mans de la República de Venècia.
Juli va utilitzar la seva influència per conciliar dues poderoses famílies romanes, els Orsini i els Colonna. Els decrets es van fer en interès de la noblesa romana, car el nou papa en formava part. Estant així segur a Roma i als països del voltant, es va encarregar d'expulsar la República de Venècia de Faenza, Rímini i les altres ciutats i fortaleses d'Itàlia que va ocupar després de la mort del papa Alexandre. El 1504, trobant-se impossible triomfar amb el Dux de Venècia, va provocar una unió dels interessos en conflicte de França i el Sacre Imperi, i va sacrificar temporalment en certa manera la independència d'Itàlia per concloure amb ells una aliança ofensiva i defensiva contra República de Venècia. La combinació va ser, no obstant això, al principi poc més que nominal, i no va ser immediatament efectiva per obligar els venecians a lliurar més que alguns llocs poc importants a la Romagna. El 1506, Juli II va posar-se al capdavant dels exèrcits pontificis i va aconseguir ocupar les ciutats rebels de Perusa i Bolonya, que va capitular després de dos mesos de setge i alliberant les dues ciutats papals dels seus dèspotes, Giampolo Baglioni i Giovanni II Bentivoglio..
El desembre de 1503, Juli va emetre una dispensa que permetia al futur Enric VIII d'Anglaterra casar-se amb Caterina d'Aragó; Caterina havia estat prèviament casada breument amb el germà gran d'Enric, el príncep Artur, que havia mort, però Enric va argumentar més tard que s'havia mantingut verge durant els cinc mesos del matrimoni. Uns vint anys més tard, quan Enric intentava casar-se amb Anna Bolena (ja que el seu fill de Caterina d'Aragó va sobreviure pocs dies i dos dels seus fills eren nascuts morts i, per tant, no tenia hereus masculins), va intentar casar-se anul·lat, al·legant que la dispensa del papa Juli mai no s'hauria d'haver emès. El retrocés de la dispensa fou refusat pel papa Climent VII.

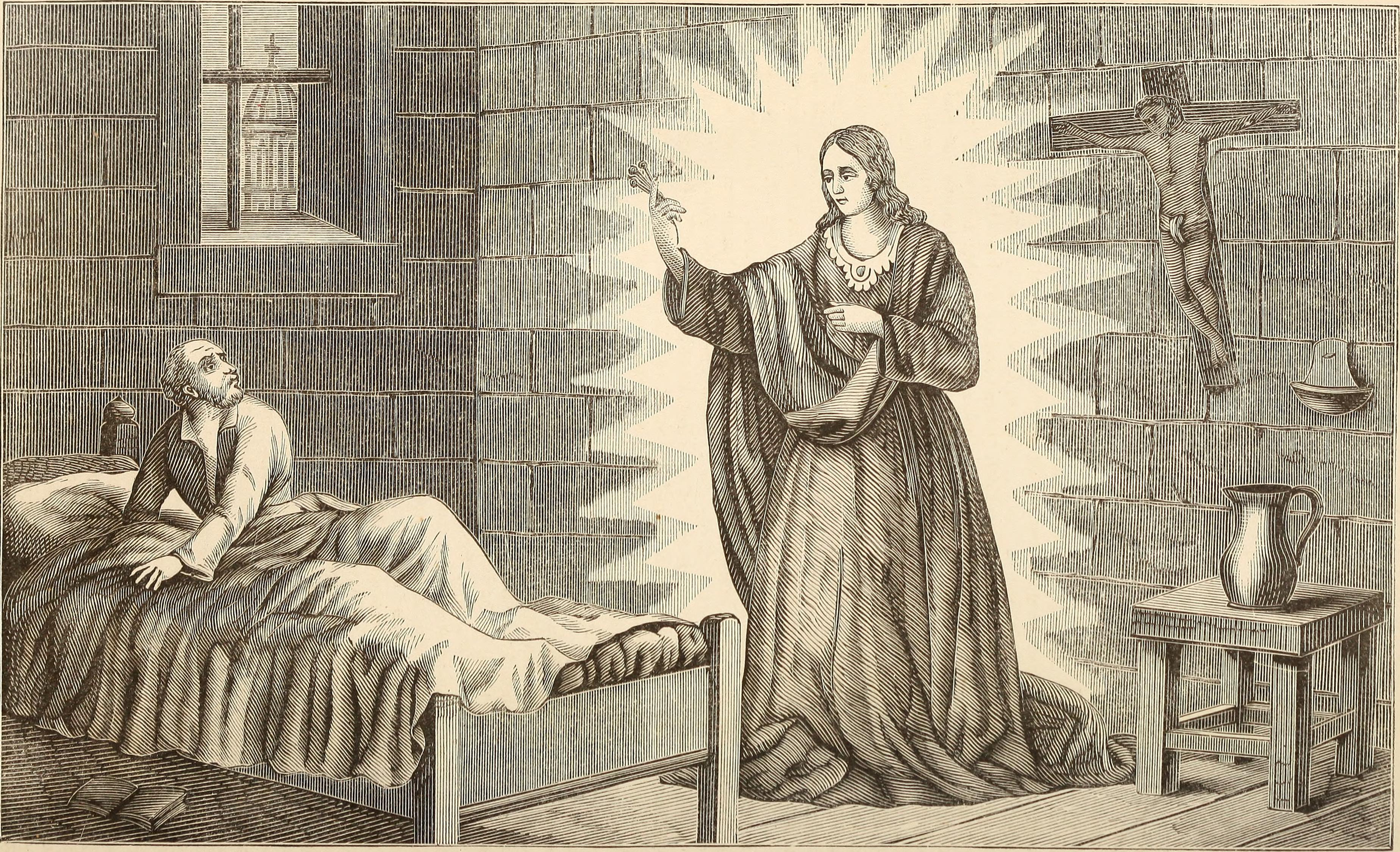
Jetzer és enganyat. Jetzer era un monjo dominicà a Berna i alguns dels seus germans el van enganyar pensant que rebia una revelació de la Mare de Déu. Finalment, ho va descobrir. Com a càstig per aquest escàndol, quatre dominics van ser cremats a la foguera sota les ordres del papa Juli II amb una audiència de 30.000 persones l'1 de maig de 1509.

La butlla titulada Ea quae pro bono pacis, emesa el 24 de gener de 1506, va confirmar l'aprovació papal de la política de mare clausum que seguien Espanya i Portugal enmig de les seves exploracions i va aprovar els canvis del tractat de Tordesillas de 1494 a anteriors butlles papals. El mateix any, el Papa va fundar la Guàrdia Suïssa per tal de disposar d'un cos constant de soldats per protegir el papa. Com a part del programa renaixentista de restabliment de la glòria de l'antiguitat per a la capital cristiana, Roma, Juli II va fer un esforç considerable per presentar-se com una mena d'emperador-papa, capaç de dirigir un imperi llatino-cristià. El diumenge de Rams de 1507, "Juli II va entrar a Roma ... com a segon Juli Cèsar, hereu de la majestuositat de la glòria imperial de Roma, i a semblança de Crist, el vicari del qual era el papa i que en aquesta qualitat governava el Església romana universal ".Juli, que es va modelar després del seu homònim Cèsar, dirigiria personalment el seu exèrcit a través de la península Itàlica sota el crit de guerra imperial: "Expulseu els bàrbars". Tot i això, malgrat la retòrica imperial, les campanyes estaven molt localitzades. Perusa es va rendir voluntàriament el març de 1507 al control directe, com sempre havia estat dins dels Estats Pontificis; en aquests esforços havia reclutat mercenaris francesos.
El magnífic palau de la cort d'Urbino va ser infiltrat per soldats francesos a sou del duc de Gonzaga; la conspiració de Montefeltro contra els seus fidels cosins va guanyar als exèrcits ocupants l'odi immortal del Papa Julius va confiar en l'ajut de Guidobaldo per criar el seu nebot i hereu Francesco Maria della Rovere; la intricada xarxa de nepotisme va ajudar a assegurar el papat italià. A més, l'interès del Papa per Urbino era àmpliament conegut a la cort francesa. Juli va deixar un espia al palau Urbino, possiblement Galeotto Franciotti della Rovere, Cardenal de Sant Pere, per vigilar les estables de Mantua en secret; el progrés secular de la cúria papal va anar creixent en autoritat i significació. A Roma, el Papa observava des de la seva capella privada per veure com es comportava la seva cort. Era una època de conspiració renaixentista.

### Lliga de Cambrai i Lliga Santa
A més d'una política militar activa, el nou papa va dirigir personalment les tropes a la batalla en almenys dues ocasions, la primera que va expulsar Giovanni Bentivoglio de Bolonya (17 d'agost de 1506 - 23 de març de 1507), cosa que es va aconseguir amb èxit amb l'ajuda del ducat d'Urbino. El segon va ser un intent de recuperar Ferrara per als Estats Pontificis (1 de setembre de 1510 - 29 de juny de 1512). El 1508, Juli va ser fortuïtament capaç de formar la Lliga de Cambrai amb Lluís XII, rei de França, Maximilià I, emperador del Sacre Imperi Romanogermànic (proclamat sense coronació pel Papa Juli II a Trento el 1508) i Ferran II, comte de Barcelona. La Lliga va lluitar contra la República de Venècia. Entre altres coses, Juli volia la possessió de la Romanya veneciana; l'emperador Maximilià I volia Friül i el Vèneto; Lluís XII volia Cremona i Ferran II desitjava els ports de la Pulla. Aquesta guerra va ser un conflicte en el que es coneixia col·lectivament com les "guerres italianes". A la primavera de 1509, la República de Venècia va ser posada sota un interdicte per Juli, El maig de 1509 Juli va enviar tropes per lluitar contra els venecians que havien ocupat parts de la Romanya, recuperant els Estats Pontificis en una batalla decisiva a prop de Cremona. Durant la Guerra de la Lliga Santa, les aliances van continuar canviant: el 1510 Venècia i França van canviar de bàndol i, el 1513, Venècia s'havia unit a França. Els èxits de la Lliga aviat van superar la intenció principal de Juli. En una sola batalla, la batalla d'Agnadello el 14 de maig de 1509, el domini de Venècia a Itàlia es va perdre pràcticament contra el papa. Ni el rei de França ni l'emperador del Sacre Imperi Romanogermànic es van conformar amb només complir els propòsits del Papa; i aquest últim va considerar necessari establir un acord amb els venecians per defensar-se dels que immediatament abans havien estat els seus aliats. Els venecians, en fer una submissió humil, van ser absolts a principis de 1510 i, poc després, França fou posada sota interdicte papal.
Els intents de provocar una ruptura entre França i Anglaterra van resultar fallits; d'altra banda, en un sínode convocat per Lluís a Tours el setembre de 1510, els bisbes francesos es van retirar de l'obediència papal i van decidir, amb la cooperació de l'emperador, buscar el destronament del papa. Amb cert coratge, Juli va marxar el seu exèrcit a Bolonya i després contra els francesos a Mirandola. El novembre de 1511, es va reunir un concili a Pisa, convocat pels cardenals rebels amb el suport del rei francès i de l'Imperi; van exigir la deposició de Carles II a Pisa, però només hi van assistir cinc cardenals que ràpidament Juli II va excomunicar. Es va negar a afaitar-se, mostrant un total menyspreu per l'odiada ocupació francesa. "per vendicarsi et diceva ... anco fuora scazato el re Ludovico Franza d'Italia."

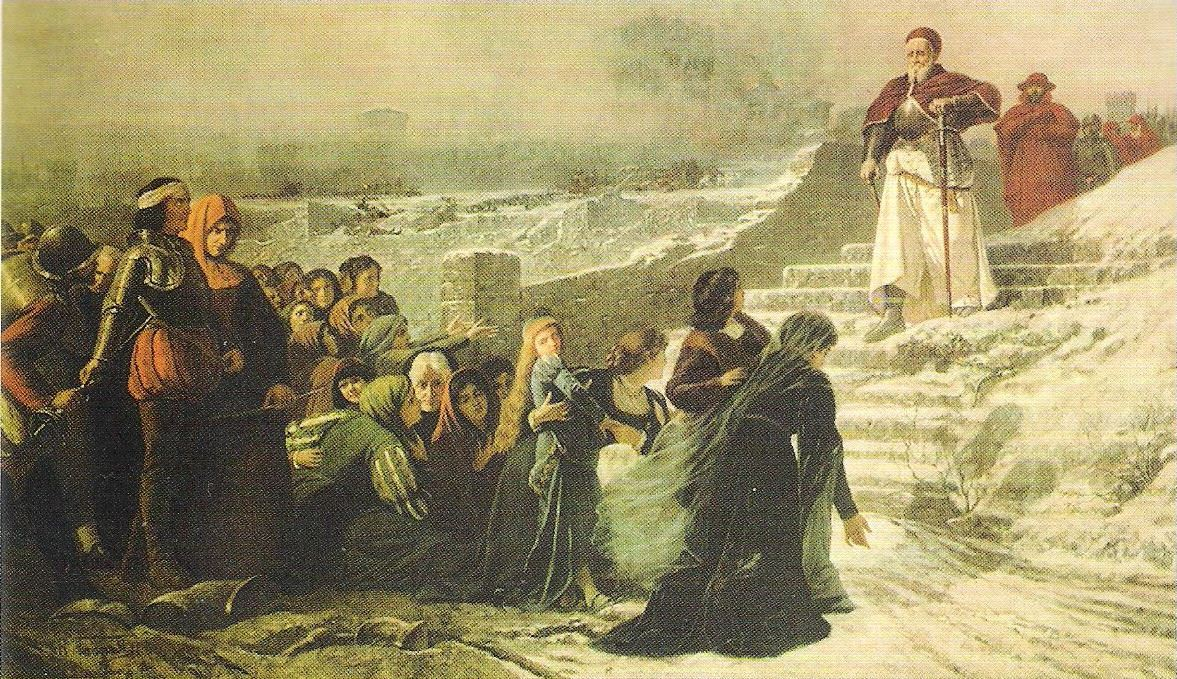
El papa Juli II als murs de la ciutat conquerida de Mirandola (oli sobre tela de Raffaello Tancredi, 1890, Ajuntament de Mirandola)

Amb la qual cosa Juli va entrar en una altra Lliga Santa del 1511: en aliança amb Ferran II d'Aragó i els venecians, va conspirar contra les llibertats gallicanes. En poc temps, tant Enric VIII, rei d'Anglaterra (1509–47), com Maximilià I també es van unir a la Lliga Santa de 1511 contra França. Ferran reconeixia ara Nàpols com un feu papal, invertit el 1511 i, per tant, Juli II considerava ara França com la principal potència estrangera de la península italiana hostil als interessos papals. Lluís XII va derrotar l'aliança a la batalla de Ravenna l'11 d'abril de 1512. Quan una batalla desesperada va fer caure més de 20.000 homes en un bany de sang, el Papa va manar al seu protegit, un jove cardenal Medici, recentment alliberat, per tornar a prendre Florència amb un exèrcit espanyol. El rescat de la ciutat l'1 de setembre de 1512 va salvar Roma d'una altra invasió, expulsant Soderini i retornant el govern dinàstic dels Mèdici. Aparentment, Juli havia restaurat la fortuna o el control exercint el seu vertu viril, tal com va escriure Maquiavel. Això va reafirmar una forta relació entre Florència i Roma, un llegat durador de Juli II. Tot i així, Maquiavel i els seus mètodes no sobrepassarien el papat de Juli. . Julius va contractar mercenaris suïssos per lluitar contra els francesos a Milà el maig de 1512. Arran de la guerra amb França, Juli II va excomunicar Joan III d'Albret, rei de Navarra i aliat dels francesos, sota el pretext que defensava l'heretgia càtara, cosa que immediatament va aprofitar Ferran II, llavors rei d'Aragó i regent de Castella per ocupar el regne el 1512
Quan mercenaris suïssos van ajudar el Papa, l'exèrcit francès es va retirar dels Alps a Savoia el 1512. El papat va obtenir el control de Parma i Piacenza al centre d'Itàlia. Amb els francesos fora d'Itàlia i Espanya que reconeixien Nàpols com a feu papal, Juli II va celebrar un concili a Màntua per declarar l'alliberament de la península. Tot i això, tot i que Juli havia centralitzat i ampliat els Estats Pontificis, estava lluny de realitzar el seu somni d'un regne italià independent. Tampoc Itàlia estava en pau. Els francesos preparaven noves campanyes per reconquerir Milà i Juli II va confessar a un ambaixador venecià un pla per invertir el seu conseller Lluís d'Aragó amb el regne de Nàpols per acabar amb la presència espanyola al sud. De fet, després de la mort de Juli, la guerra es reprendria i els tractats de Noyon i Brussel·les el 1516 tornaran a formalitzar la divisió de gran part d'Itàlia entre la influència francesa i la espanyola.

### El Concili del Laterà
El maig de 1512 es va celebrar a Roma un concili general o ecumènic, el Concili del Laterà V. Segons un jurament realitzat en la seva elecció per observar les capitulacions electorals del conclave d'octubre de 1513, Juli havia jurat convocar un consell general, però va afirmar que s'havia retardat a causa de l'ocupació d'Itàlia pels seus enemics. L'estímul real va venir d'un fals concili que va tenir lloc el 1511, anomenat Conciliabulum Pisanum, inspirat per Lluís XII i Maximilià I com a tàctica per debilitar Juli, i que va amenaçar Juli II amb la deposició. La resposta de Julius va ser l'emissió de la butlla Non-sini gravi de 18 de juliol de 1511, que fixava la data del 19 d'abril de 1512 per a l'obertura del seu propi concili. El Concili es va reunir el 3 de maig i París de Grassis informa que la multitud de la basílica es calculava en 50.000. Va celebrar la seva primera sessió de treball el 10 de maig. A la tercera sessió plenària, el 3 de desembre de 1512, va assistir Juli, tot i que estava malalt; però volia presenciar i rebre l'adhesió formal de l'emperador Maximilià al Concili del Laterà i el seu repudi del Conciliabulum Pisanum. Aquest va ser un dels grans triomfs de Juli. El Papa va assistir de nou a la quarta sessió del 10 de desembre, aquesta vegada per escoltar l'acreditació de l'ambaixador de Venècia com a representant de la Sereníssima República al concili; aleshores va rebre la carta del rei Lluís XI (de 27 de novembre de 1461), en què anunciava la revocació de la sanció pragmàtica, llegia a l'assemblea i exigia que totes les persones que acceptessin la sanció pragmàtica compareixessin davant del Concili en un termini de seixanta dies per justificar la seva conducta. Això es va dirigir contra el rei Lluís XII.
La cinquena sessió es va celebrar el 16 de febrer, però el papa Juli estava massa malalt per assistir-hi. Presidia el cardenal Raffaele Riario, degà del Col·legi de Cardenals i bisbe d'Ostia. El bisbe de Como, Scaramuccia Trivulzio, va llegir després del púlpit una butlla del papa Juli, Si summus rerum, datada aquell mateix dia i que contenia dins del seu text la butlla completa del 14 de gener de 1505, Cum tam divino. La butlla va ser presentada als pares conciliars per a la seva consideració i ratificació. Juli volia recordar a tothom la seva legislació sobre els cònclaves papals, en particular contra la simonia, i fixar les seves regulacions amb fermesa en el dret canònic perquè no es poguessin prescindir o ignorar. Juli era plenament conscient que la seva mort era imminent i, tot i que havia estat testimoni d'una gran quantitat de simonies en els cònclaves papals i havia estat ell mateix un practicant, estava decidit a eliminar els abusos. La lectura de la butlla Cum tam divino es va convertir en una característica habitual del primer dia de cada conclave.

## Mort

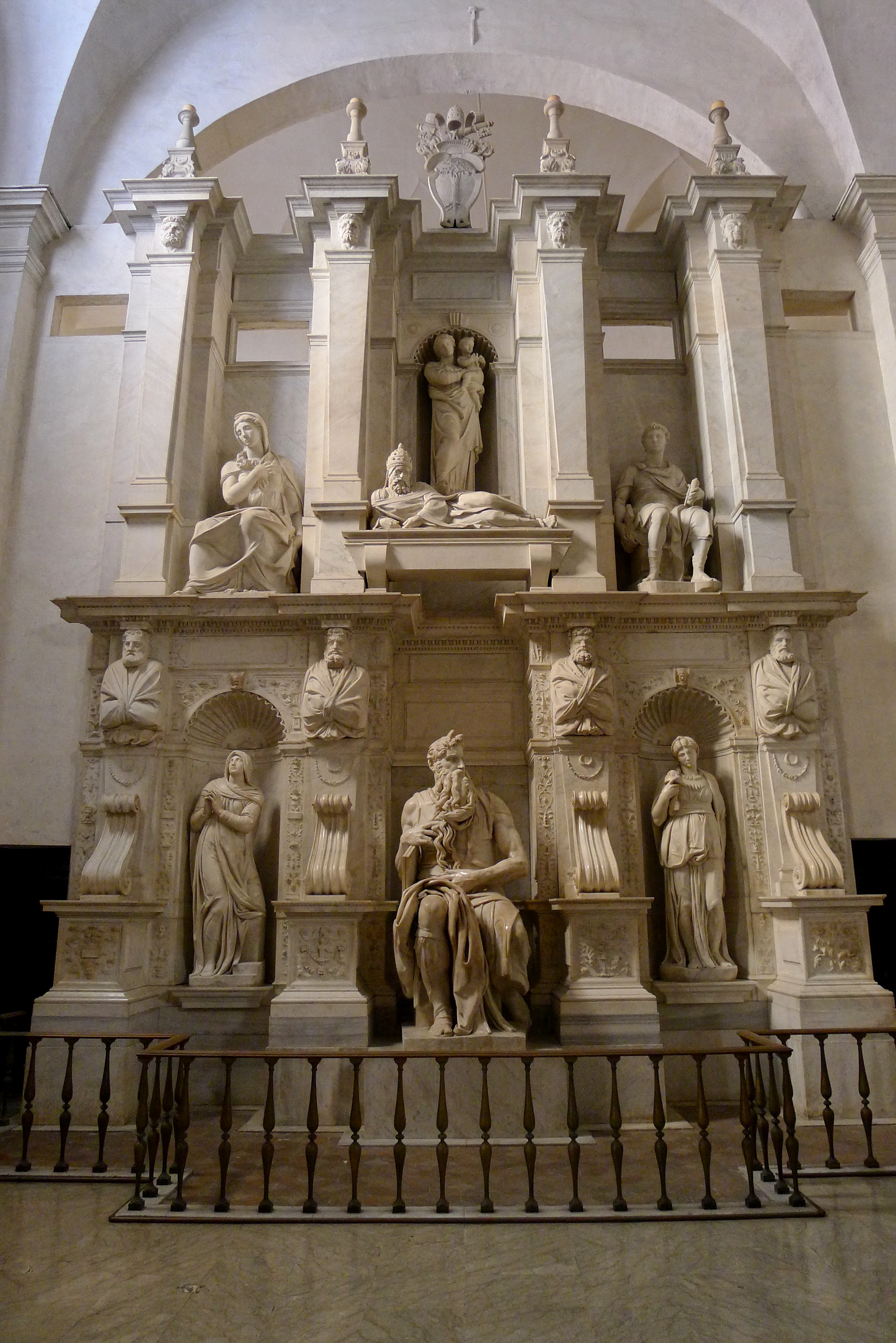
El monument de Juli II, amb les estàtues de Moisès de Miquel Àngel, amb Raquel i Lia

A la vigília de Pentecosta el maig de 1512, el papa Juli, conscient que estava greument malalt i que la seva salut estava fallant, malgrat els comentaris d'alguns cardenals sobre el bon aspecte que tenia, va comentar a París de Grassis: "M'estan afalagant; Ho sé prou bér; la meva força disminueix cada dia i no puc viure molt més. Per tant, us prego que no m'esperin a les vespres ni a la missa a partir d'ara". No obstant això, va continuar les seves inquietes activitats, incloent misses, visites a esglésies i públic. El matí del 24 de juny, París va trobar el papa Pope debilem et semifebricantem. La nit de Nadal, Juli va ordenar a París que convoqués el Col·legi de Cardenals i el Sagristà del Palau Apostòlic, quia erat sic infirmus, quod non-speraret posse diu supravivere. Des d'aleshores fins al 6 de gener va ser confinat al llit, i la majoria de les vegades amb febre; havia perdut la gana, però els metges no van poder diagnosticar el seu llanguiment. El 4 de febrer va mantenir una extensa conversa amb París sobre els arranjaments del seu funeral.
Es va informar que el papa Juli estava greument malalt en un enviament rebut a Venècia el 10 de febrer de 1513. Va rebre la Sagrada Comunió i se li va concedir la indulgència plenària el matí del 19 de febrer, segons l'ambaixador venecià. El dia 20, segons Paris de Grassis, va rebre la Sagrada Comunió de les mans del cardenal Raffaele Riario, el Camarlenc. Va morir de febre la nit del 20 al 21 de febrer de 1513.
El vespre del 21 de febrer, París de Grassis va celebrar el funeral de Juli II, tot i que els cànons de la basílica del Vaticà i els beneficiaris es van negar a cooperar. El cos va ser col·locat durant un temps a l'altar de Sant Andreu de la basílica i després va ser portat per l'ambaixador imperial, el datari papal, i dos dels assistents de París a l'altar de la capella del papa Sixt, on el vicari del La basílica del Vaticà va realitzar l'absolució final. A la tercera hora del vespre, el cos va ser dipositat en un sepulcre entre l'altar i la paret de la tribuna.
Malgrat el fet que l'anomenada "tomba de Juli" de Miquel Àngel es troba a San Pietro in Vincoli a Roma, Juli és de fet enterrat al Vaticà. La tomba de Miquel Àngel no es va completar fins al 1545 i representa una versió molt abreujada de l'original previst, que inicialment estava destinat a la nova basílica de Sant Pere. Les seves despulles van quedar al costat del seu oncle, el papa Sixt IV, però més tard van ser profanades durant el  saqueig de Roma el 1527. Avui tots dos homes es troben a la basílica de Sant Pere al terra davant del monument al papa Climent X. Una simple làpida de marbre marca el lloc. Juli II va ser succeït pel Papa Lleó X.

## Llegat

### Mecenatge de les arts

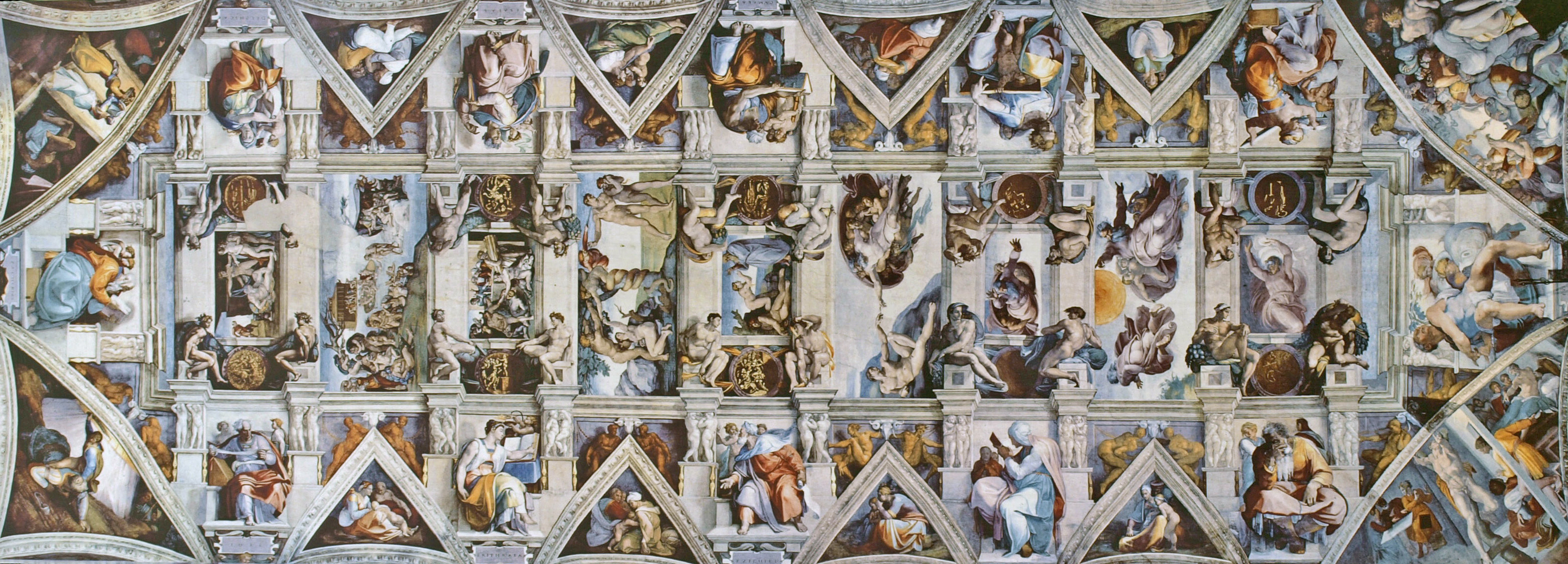
La volta de la Capella Sixtina de Miquel Àngel

El projecte de Bramante per a Sant Pere

El 1484 el cardenal Giuliano della Rovere havia iniciat les negociacions per persuadir el marquès Francesco Gonzaga de Màntua de permetre que Andrea Mantegna anés a Roma, que finalment va donar els seus fruits el 1488; Mantegna va rebre l'encàrrec de decorar la capella del mirador per al papa Innocenci VIII, en la qual va passar dos anys.
Més enllà dels èxits polítics i militars de Juli II, gaudeix d'un títol d'honor en el seu mecenatge de l'art, l'arquitectura i la literatura. Va fer molt per millorar i embellir la ciutat.
Al començament del seu papat, Juli va decidir ressuscitar el pla per substituir la ruïnosa basílica constantiniana de Sant Pere. La idea no era seva, sinó originalment la de Nicolau V, que havia encarregat dissenys a Bernardo Rossellino. Altres problemes més urgents van distreure l'atenció de Nicolau i els papes posteriors, però Juli no era el tipus de persona que s'havia de distreure un cop s'havia decidit a la idea, en aquest cas, del més gran edifici de la terra, per a la glòria de Sant Pere i a si mateix. En la competència per un pla de construcció, el disseny de Rossellino va ser rebutjat immediatament per no estar actualitzat. Un segon disseny va ser presentat per Giuliano da Sangallo, un vell amic de Juli, que havia treballat en diversos projectes per a ell anteriorment, inclòs el palazzo de Sant Pietro in Vincoli i que havia marxat amb ell per fugir d'Alexandre VI el 1495. Mitjançant el cardenal de la Rovere, Sangallo havia presentat a Carles VIII un pla per a un palau, i el 1496 va fer un tour de monuments arquitectònics de la Provença, tornant a la seva Florència natal el 1497. Les seves propostes per a Sant Pere, però, no van ser acceptades malgrat el que creia que era una promesa, i es va retirar enfadat a Florència.
El 18 d'abril de 1506 el papa Juli II va posar la primera pedra de la nova basílica de Sant Pere per a l'arquitecte reeixit, Donato Bramante. Tanmateix, també va iniciar la demolició de l'antiga basílica de Sant Pere, que feia més de 1.100 anys que estava en peu. Va ser amic i mecenes de Bramante i Rafael, i mecenes de Miquel Àngel. Diverses de les obres més grans de Miquel Àngel (inclosa la pintura del sostre de la Capella Sixtina) van ser encarregades per Juli. En el marc de la renovació urbana de Roma (Renovatio Romae), el papa va encarregar a Bramante la creació de dos nous carrers rectes respectivament a la riba esquerra i dreta del Tíber: la Via Giulia i la Via della Lungara.

#### Aspecte físic
Juli II se sol representar amb barba, després de la seva aparició al famós retrat de Rafael, l'artista que va conèixer per primera vegada el 1509. Tot i així, el papa només va portar la barba del 27 de juny de 1511 al març de 1512, com a signe de dol a la pèrdua de la ciutat de Bolonya pels Estats Pontificis. No obstant això, va ser el primer papa des de l'antiguitat a cultivar pèl facial, una pràctica prohibida per la llei canònica des del segle xiii. La barbeta hirsuta del papa pot haver suscitat crítiques severes, fins i tot vulgars, com en un banquet de Bolonya celebrat el 1510 en què el legat papal Marco Cornaro era present. En anul·lar la prohibició de les barbes, el papa Juli va desafiar la saviesa convencional gregoriana en temps perillosos. Juli es va afaitar la barba de nou abans de morir i els seus successors immediats van ser rapats; no obstant això, el papa Climent VII portà barba quan plorava pel saqueig de Roma. Des d'aleshores, tots els papes van ser barbuts fins a la mort del papa Innocenci XII el 1700.
Els frescos del sostre de Stanza d'Eliodoro, les estances de Rafael, representen els esdeveniments traumàtics de 1510–11 quan el papat va recuperar la seva llibertat. Tot i que l'original de Rafael es va perdre, es va pensar que es relacionava estretament amb la iconografia personal de Stanza della Segnatura, encarregada pel mateix papa Juli. El Concili del Laterà que va formar la Lliga Santa va marcar un punt àlgid en el seu èxit personal. Salvats per una al·legoria a l'expulsió d'Helidor, els francesos desapareguts, Julius es va ensorrar una altra vegada a finals de 1512, molt greument malalt una vegada més.

#### Relacions personals i sexualitat

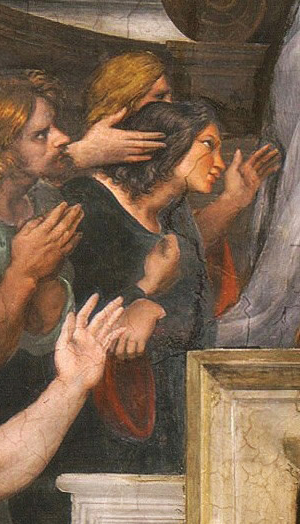
La filla de Juli II, Felice della Rovere (de negre), a La missa de Bolsena de Rafael

Juli no va ser el primer papa a engendrar fills abans de ser elevat a alt càrrec, i va tenir una filla nascuda de Lucrezia Normanni el 1483, després que fos nomenat cardenal. Felice della Rovere va sobreviure a l'edat adulta. Poc després de néixer Felice, Juli va organitzar que Lucrezia es casés amb Bernardino de Cupis, Chamberlain amb el cosí de Julius, el cardenal Girolamo Basso della Rovere.
Tot i produir una filla il·legítima (i tenir almenys una amant), es va suggerir que Juli podria haver tingut amants homosexuals, encara que no és possible establir aquesta afirmació. El seu estil de confrontació creava inevitablement enemics i la sodomia era la "moneda comuna d'insults i insinuacions". Aquestes acusacions es van fer per desacreditar-lo, però potser en fer-ho els seus acusadors estaven explotant una "debilitat percebuda" generalment. Els venecians, que eren implacablement contraris a la nova política militar del papa, es trobaven entre els oponents més vociferats; entre ells destacava el diarista Girolamo Priuli. Erasme també va comportar una mala conducta sexual en els seus diàlegs de 1514 "Juli exclòs del cel "; un tema recollit a la denúncia feta al conciliabulum de Pisa. A més, es va criticar la sinistra influència que va exercir el seu conseller, Francesco Alidosi, a qui Juli havia fet cardenal el 1505. No obstant això, és probable que la proximitat es reduís al fet que simplement sabia manejar-lo bé. Aquesta reputació sexual va sobreviure a Juli, i l'acusació va continuar sent formulada sense reserves pels oponents protestants en les seves polèmiques contra el "papisme" i la decadència catòlica. L'escriptor francès Philippe de Mornay (1549-1623) va acusar tots els italians de ser sodomites, però va afegir específicament: "Aquest horror és atribuït al bon Juli".

### Representacions
- Juli apareix de manera destacada a El príncep de Nicolau Maquiavel (1532), tant com a enemic del principal protagonista Cèsar Borgia, com a exemple d'un príncep eclesiàstic que consolida l'autoritat i segueix amb saviesa Fortuna .
- Barbara Tuchman, al seu llibre The March of Folly: From Troy to Vietnam, ofereix una narració de la carrera de Juli II.[135] La seva valoració general de Julius és fortament negativa, i atribueix la reforma protestant als abusos tant seus com d'altres papes renaixentistes.[135]
- A la pel·lícula de 1965 El turment i l'èxtasi sobre la vida de Miquel Àngel, Juli és representat com un soldat-papa (encara que sense pèl facial) per Rex Harrison. La pel·lícula és una dramatització basada en el llibre del mateix nom de 1961 d'Irving Stone.
- Della Rovere va ser interpretat per Alfred Burke a la sèrie de la BBC The Borgias, de 1981, per Colm Feore a la sèrie de 2011 de Neil Jordan The Borgias, i per Dejan Čukić a la sèrie de Tom Fontana del 2011, Borgia.
- El 30 de novembre de 2003, el cardenal Angelo Sodano, llavors Secretari d'Estat de la Santa Seu, presidí una concelebració eucarística en commemoració del cinquè centenari de l'elecció de Papa Juli II a la catedral basílica de Savona. En el seu sermó[136] va explicar que el papa Joan Pau II, per homenatjar el seu gran predecessor, l'havia enviat (Sodano) com a llegat. Admetent que és difícil entendre els mètodes de govern d'aquella època, Sodano va destacar que la tasca del bisbe de Roma s'hauria de veure en el seu context adequat. Elogiant Juli per haver confiat la construcció de la basílica de Sant Pere en la seva forma actual al geni de Bramante el 1505, va dir que és cert que Julius li agradava pensar en gran i volia que l'Església de Roma brillés també davant del món amb una bellesa visible.. El cardenal va afirmar: "Com no podem pensar en ell quan contemplem la grandiositat de la basílica de Sant Pere?" i "Com podem oblidar que va ser ell qui va crear el 1506 el cos de la Guàrdia suïssa, amb el característic uniforme que encara avui admirem?" El cardenal va anomenar el papa Juli II "un papa que va lluitar per servir l'Església i sacrificar-se per ella fins que el Senyor el va cridar als 72 anys".